# Озёрная улица (Москва)
Озёрная улица — улица в районах Очаково-Матвеевское и Тропарёво-Никулино Западного административного округа города Москвы. Проходит параллельно Большой Очаковской улице и Мичуринскому проспекту от улицы Лобачевского до МКАД.

## История
Проходит вдоль Большого Очаковского пруда и водоёмов на р. Очаковке. До 1961 года — улица Мичурина.

## Здания и сооружения
По обеим сторонам улица застроена жилыми домами в основном в 1960-х и в 2000-х годах.
- д. № 42 — ТЦ «Мичуринский»

## Пересекает улицы
- 1-й Очаковский переулок
- 2-й Очаковский переулок
- 3-й Очаковский переулок
- Улица Пржевальского
- Улица Марии Поливановой
- Улица Елены Колесовой
- Озёрная площадь
- Мичуринский проспект

## Транспорт
- Станции метро «Озёрная» (0,1 км от середины улицы), «Мичуринский проспект» (0,9 км от начала улицы), «Говорово» (0,9 км от конца улицы).
- Станция МЦД «Очаково» (1,04 км от середины улицы).
- Автобусы 120, 226, с252, 274, 275, 330, 461 (областной), 554, 622, 630, 699, 718, 752, 793, 807, Sk3, н11.

## Происшествия
10 мая 2009 года, в 00:20 мск, у административного здания ВНИИОФИ и ВНИИМС по адресу Озёрная улица, 46 произошёл разрыв газопровода и пожар 5-й, высшей, категории сложности — самое крупное подобное ЧП из случавшихся когда-либо в Москве. Площадь пожара составляла 800 м², высота пламени — 200 м. Загорелось 3-этажное здание, оплавилось рядом стоявшее административное 8-этажное здание, пострадало более 80 рядом стоявших автомобилей (15 расплавилось на месте), в больницы обратилось 5 человек.

## Галерея
| - Справа — дома 19 - Слева — дома 21, 23 - Строящийся дом, владение 7 - Строящийся дом, владение 7 |